# Нетаньяху, Идо
Идо Нетаньяху — израильский писатель, драматург, врач. Младший брат Биньямина Нетаньяху, премьер-министра Израиля, и Йонатана Нетаньяху, который был убит во время операции «Энтеббе».

## Биография
Идо Нетаньяху родился в Иерусалиме в семье Цили Сегаль (1912—2000) и Бенциона Нетаньяху (1910—2012) и провёл часть своего детства в Соединенных Штатах Америки.
Оставил учёбу в Корнеллском университете в 1973 году, чтобы сражаться за Израиль в Войне Судного дня. Нетаньяху служил в израильских войсках специального назначения, как и оба его брата.
Имеет степень доктора медицины Еврейского университета в Иерусалиме и прошёл пост-докторскую подготовку в Джорджтаунской университетской больнице (Вашингтон) и медицинском центре «Маунт-Синай» (Нью-Йорк). Работает по совместительству врачом-радиологом, но посвящает большую часть своего времени написанию книг и пьес.
С 2008 года, после написания нескольких книг, Идо Нетаньяху сосредоточился на написании пьес. Его пьесы ставились на сценах театров во всём мире, в том числе в Нью-Йорке, Тель-Авиве, Санкт-Петербурге, Москве, Ташкенте и других городах.
В 2022 году стал лауреатом престижного «Конкурса драматургов» в Польше.

## Личная жизнь
Идо Нетаньяху живёт в мошаве́ Кинерет в Израиле на юго-западном берегу озера Кинерет. Женат и имеет двоих детей.

## Опубликованные работы
- Спасатели — опубликовано на иврите, сборник рассказов
- Последний бой Йони: спасение в Энтеббе, 1976 (2002) — позже переиздан как «Энтеббе: определяющий момент в войне с терроризмом. История Йонатана Нетаньяху», опубликованная на иврите, английском, русском, китайском и итальянском языках
- Итамар К. — опубликовано на иврите, русском и итальянском языках, роман о музыке и жизни, ироничный и поэтический
- Сайерет Маткаль в Энтеббе — издана на иврите, документы и интервью об операции «Энтеббе»
- Счастливый конец — опубликовано на итальянском языке под названием «Un Lieto Fine» и на английском языке издательством Playscripts, Inc.

## Пьесы
- Счастливый конец — еврейская семья, живущая в Берлине, созерцает смысл и последствия недавнего подъёма нацистов
- Миры в столкновении — битва умов между Альбертом Эйнштейном и Иммануилом Великовским
- В поисках смысла — отношения между известным психиатром Виктором Франклом и его пациентом на фоне Холокоста
- Муза — комедия о современных интеллектуальных и культурных трендах
- Миф — драма о борьбе вдовы за восстановление честного имени её погибшего мужа
- Дон Самуэль Абраванель — драма о евреях Средневековой Испании. Судебное убийство еврейского лидера и его последствия.